# Cyproidea ornata
Cyproidea ornata is een vlokreeftensoort uit de familie van de Cyproideidae. De wetenschappelijke naam van de soort is voor het eerst geldig gepubliceerd in 1879 door Haswell.